# Dominic Scott Kay
Dominic Scott Kay (Los Angeles, 6 maggio 1996) è un attore e doppiatore statunitense.
Figlio dell'attore Scott Kay e della regista Cindy Kay.

## Filmografia

### Regista
- Saving Angelo (2007) - cortometraggio
- Grampa's Cabin (2007) - cortometraggio

### Cinema
- Minority Report, regia di Steven Spielberg (2002)
- They Call Him Sasquatch, regia di David H. Venghaus Jr. (2003)
- Mindcrime, regia di Tanja Mairitsch (2003) - cortometraggio
- Guarding Eddy, regia di Scott McKinsey (2004)
- Loverboy, regia di Kevin Bacon (2005)
- Midnight Clear, regia di Dallas Jenkins (2006) - cortometraggio
- Cake: A Wedding Story, regia di Will Wallace (2007)
- The Dukes, regia di Robert Davi (2007)
- Pirati dei Caraibi - Ai confini del mondo (Pirates of the Caribbean: At World's End), regia di Gore Verbinski (2007) - cameo
- La mia fedele compagna (Front of the Class), regia di Peter Werner (2008)
- Supercuccioli sulla neve (Snow Buddies), regia di Robert Vince (2008)

### Televisione
- Power Rangers: Wild Force - serie TV, episodio "The End of the Power Rangers: Part 2" (2002)
- Oliver Beene - serie TV, 4 episodi (2003 - 2004)
- Babbo Natale cerca moglie (Single Santa Seeks Mrs. Claus), regia di Harvey Frost (2004) - film TV
- Un amore per sempre (Love's Enduring Promise), regia di Michael Landon Jr. (2004)  - film TV
- Un angelo in famiglia (Angel in the Family), regia di Rick Wallace (2004) - film TV
- Fathers and Sons, regia di Jared Rappaport, Rob Spera e Rodrigo García (2005) - film TV
- Mi presenti Babbo Natale? (Meet the Santas), regia di Harvey Frost (2005) - film TV
- Senza traccia (Without a Trace) - serie TV, episodio 4x17 (2006)
- NCIS (Navy NCIS: Naval Criminal Investigative Service), episodio 5x09 (2007)
- Hallmark Hall of Fame, episodio "Front of the Class" (2008)
- Dr. House - Medical Division (House M.D.) - serie TV, episodio 5x16 (2009)

### Doppiatore
- Uno zoo in fuga (The Wild), regia di Steve "Spaz" Williams (2006)
- La tela di Carlotta (Charlotte's Web), regia di Gary Winick (2006)
- Air Buddies - Cuccioli alla riscossa (Air Buddies), regia di Robert Vince (2006)
- The Tuttles: Madcap Misadventures (2007) - videogioco
- Knucklehead, regia di Michael Watkins (2010)
- The Little Engine That Could, regia di Dave Edwards (2010)

## Doppiatori italiani
- Alex Polidori ne La mia fedele compagna
- Manuel Meli in Supercuccioli sulla neve[1]
- Ruggero Valli[2] in Babbo Natale cerca moglie

Da doppiatore è sostituito da:
- Fabio Valenzi ne Uno zoo in fuga
- Alex Polidori ne La tela di Carlotta